# Риддерські рудники
Риддерські рудники — сукупність виробничих майданчиків, які були створені на сході Казахстану в межах розробки Риддер-Сокольного колчедан-поліметалічного родовища.
Риддерське родовище виявили ще у 18 столітті, і з 1786 року тут працював перший рудник, на якому вибирали багаті окислені свинцево-срібні руди, які також містили певні обсяги золота. У 1862 році з вичерпанням цих руд рудник полишили і його виробітки виявились затоплені підземними водами. Обмежені роботи відновились у 1885-му на верхніх горизонтах. У 1896-му відкрили нову золотоносну жилу, що сприяло підвищенню інтересу до Риддерського рудника, який на початку 1900-х років почали осушувати. При цьому станом на 1903 рік з родовища за весь період з початку розробки добули 516 тисяч тонн руди.
З 1823 року неподалік від Риддерського почав роботу рудник на родовищі Сокольному. Видобуток окислених руд, а також сульфідних руд з підвищеним вмістом срібла вели тут до 1894 року, хоча й з перервами (що пояснювалось відкриттям нових рудних лінз). Всього за цей період з Сокольного рудника отримали 273 тисячі тонн руди.
Окрім зазначених вище рудників, з 1817 по 1845 роки працювала шахта на Філіппівському родовищі. Уже в середині 20 століття з урахуванням нових геологічних даних Риддерське, Сокольне та Філіппівске родовища визнали єдиним Риддер-Сокольним родовищем.
З 1905 по 1911 рік родовищами опікувались австрійці, а з 1914-го за це узялись англійці. Останні проклали залізницю завдовжки близько сотні кілометрів, якою руду вивозили до Іртиша з наступним транспортуванням водним транспортом для переплавки в Екібастузі.
Невдовзі радянська влада націоналізувала приватні підприємства, причому довелось осушувати Сокольну шахту, яку в 1919 році на тлі Громадянської війни затопили власники. Згодом Риддерське (з 1941-го — Леніногорське) рудоуправління включили до складу комбінату «Алтайполіметалл». Станом на 1934 рік річна потужність Риддерського рудника становила 178 тисяч тонн, Сокольного — 42 тисячі тонн. У 1941-му фактичний видобуток рудоуправління становив 955 тисяч тонн руди (з них 455 тисяч тонн із Сокольної шахти). З розформуванням «Алтайполіметалл» у в 1945 році виник окремий Леніногорський поліметалічний комбінат (на той час місто Риддер перейменували в Леніногорськ).
Певний час розробку вів єдиний Риддерський (з 1941-го — Леніногорський) рудник. У 1951-му з нього виділили Биструшинський рудник, який з 1958-го перейменували на рудник «Імені 40-річчя ВЛКСМ». У 1952-му запустили як окремий цех шахту «Скіпова» (з 1967 року перейменована на Риддерський рудник). Цим структурам підпорядковувались шахти «Aндріївська», «Бєлкіна–1», «Південна», «Бєлкіна–2» та № 3 (Леніногорський рудник), "Биструшинська, «Вeнтиляційна», «Cлєпaя-Биструшинська» та «Cоколок» (рудник «Імені 40-річчя ВЛКСМ»), «Нова», «Скіпова» та «Скіпова-2» (новий Риддерський рудник).
Окрім шахт, з 1947 по 1977 роки в районі Леніногорського рудника діяв Андрієвський кар'єр, який досягнув глибини у 150 метрів (водночас шахти зазначеного рудника працювали на глибині у 540 метрів).
У 1994-му відбулась чергова реорганізація, після якої залишився рудник «Імені 40-річчя ВЛКСМ» і був створений Риддер-Сокольний рудник. З 2001 року всі видобувні потужності об'єднали в Риддер-Сокольному руднику.
Наразі Риддер-Сокольний рудник належить до Риддерського гірничо-збагачувального комплексу концерну «Казцинк». Видобуті мідні та свинцево-цинкові руди надходять на Риддерську збагачувальну фабрику.
Річна потужність рудника становить 2 млн тонн, при цьому станом на 2003 рік за родовищем обліковувалось 27 млн тонн балансових та 20 млн тонн позабалансових запасів (втім, були підстави вважати, що рудне тіло може бути значно більших розмірів).